# Roomkleurige granietmot
De roomkleurige granietmot (Eudonia truncicolella) is een vlinder uit de familie grasmotten (Crambidae). De spanwijdte van de vlinder bedraagt tussen de 18 en 23 millimeter. De soort overwintert als rups.
Soorten uit het geslacht Eudonia gelden als lastig van elkaar te onderscheiden en daarom doen we hier geen poging.

## Waardplanten
De roomkleurige granietmot heeft soorten mossen, op de bodem, als waardplanten.

## Voorkomen in Nederland en België
De roomkleurige granietmot is in Nederland en in België een algemene soort. De soort kent één generatie die vliegt van juni tot in oktober.